# Добровени
Добро̀вени (на македонска литературна норма: Добровени) е село в южната част на Северна Македония, община Новаци.

## География
Селото е разположено в долината на река Църна, там където се срещат Пелагония и Мариово, югоизточно от град Битоля.

## История
В XIX век Добровени е чисто българско село в Леринска кааза на Османската империя. В 1848 година руският славист Виктор Григорович описва в „Очерк путешествия по Европейской Турции“ Добровина като българско село. Според статистиката на Васил Кънчов („Македония. Етнография и статистика“) от 1900 година Добровени (Доброяни) има 225 жители, всички българи християни.
На Етнографската карта на Битолския вилает на Картографския институт в София от 1901 година Добровени е чисто българско село в Леринската каза на Битолския санджак с 36 къщи.
Христо Силянов пише за Добровени: 
| „ | По нравъ, говоръ и носия, добровенци и нѣколкото съседни нему, около завоя, села се приближаватъ къмъ мориховскитѣ и доста рѣзко се различаватъ отъ леринскитѣ. Добровенци сѫ рѣдко весели бедняци. Тѣ нѣматъ нищо - кѫщитѣ и земята сѫ бегски. Смѣхътъ, сърдечен и поривист, е оставилъ постояненъ отпечатъкъ на подвижнитѣ имъ лица. ...Добровенци не носятъ потури и минтани, а широки беневреци, които се връзватъ низко, домашна отркита риза и широкъ халатъ, дълъгъ до надъ колѣнетѣ. И беневрецитѣ и халатитѣ все сѫ от сиво-пепелява вълнена материя. Около фесофетѣ си овиватъ дълги шалове като чалми. | “ |

След Илинденското въстание в началото на 1904 година цялото село минава под върховенството на Българската екзархия. По данни на секретаря на екзархията Димитър Мишев („La Macédoine et sa Population Chrétienne“) в 1905 година в Добровени има 288 българи екзархисти. На 5 септември 1905 година селото е нападнато от гръцки андарти, като четирима местни жители са отвлечени.
По време на българското управление в Македония през Първата световна война Добровени е част от Бачка община в Битолска селска околия и има 289 жители. В селото се намира Сръбско военно гробище от Първата световна война.
Според преброяването от 2002 година селото е обезлюдено.

## Личности
Родени в Добровени
- дядо Кольо Добровенски (? – 1904), български революционер
- Найдо (? – 1902), български революционер, четник на Дине Клюсов, син на Кольо Добровенски
- Петко Митре, българин, православен, арестуван преди април 1904 година, обвинен, че „помогнал и им показал пътя на комитите, коиго ги убили Трайко, който не искал да даде поисканите му от комитета пари, и невестата му, която молела за помощ“, амнистиран с общата амнистия от 12 април 1904 година[10]
- Слободан Найдовски (р. 1961), северномакедонски политик, депутат от Либералнодемократическата партия